# Rue Suzanne-Masson
Le rue Suzanne-Masson est une voie du 19e arrondissement de Paris, en France.

## Situation et accès
Cette rue commence au no 57 avenue de Flandre et finit au no 30 rue de Tanger.
La rue Suzanne-Masson est desservie par la ligne 7 à la station Riquet.

## Origine du nom

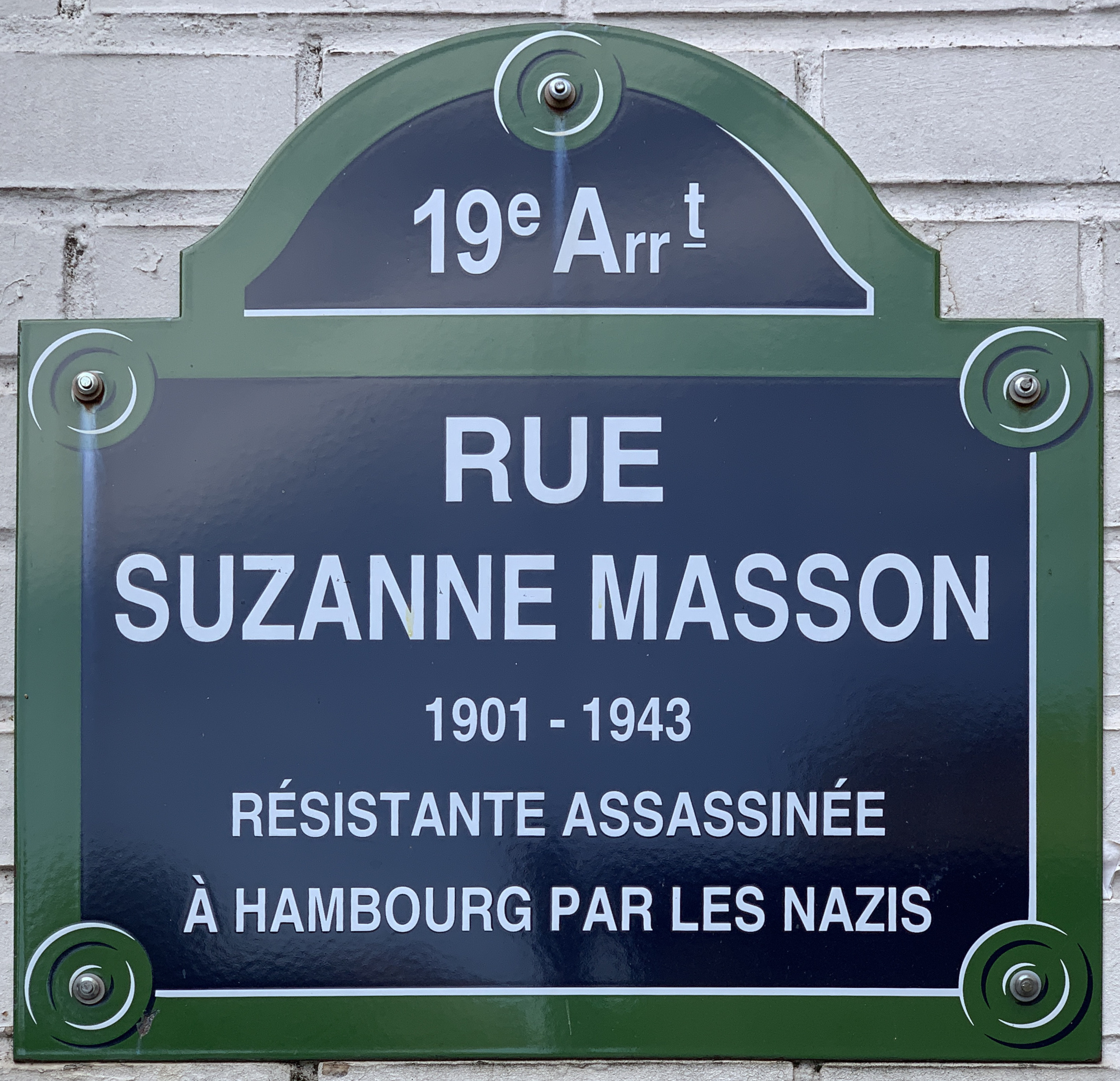
Plaque de la rue.

Elle porte le nom de la résistante Suzanne Masson (1901-1943) guillotinée à Hambourg. Elle avait son domicile no 95 boulevard Macdonald, où est apposée une plaque commémorative.

## Historique
La voie est créée dans le cadre de l'aménagement du secteur Flandre-Tanger-Maroc  sous le nom provisoire de « voie EL/19 » et prend sa dénomination actuelle par un arrêté municipal du 2 octobre 2014. 